# Geirr Lystrup
Geirr Lystrup (né le 22 mars 1949 à Vinje et mort le 19 juin 2025) est un chanteur, poète, dramaturge et écrivain norvégien pour enfants.

## Biographie
Son premier album s'intitule Ti på taket og Måltrostblues et date de 1972. Son album Songen om kjærligheta, sorti en 1981 (en coopération avec Det Norske Kammerkor), est récompensé par le Spellemannprisen. Il reçoit le Prøysenprisen en 1987. Il joue avec le groupe Godtfolk, dont le premier album, Egg og Champagne, sorti en 1988, est récompensé par le Spellemannprisen. Parmi ses pièces de théâtre figure Brakar og Joanna, mise en scène au Riksteatret à l'occasion de son 50e anniversaire en 1999,. 

## Discographie partielle
- 1972 : Ti på taket og Måltrostblues
- 1973 : Strengleikar
- 1976 : Ut av din draum
- 1977 : Grendevisur og danselåt
- 1979 : I menneskenes land
- 1981 : Songen om kjærligheta
- 1981 : Kom sol på alle mine berg
- 1983 : Ha ti dæ!
- 1985 : Diger dag
- 1988 : Egg og champagne
- 1990 : Maurits og den store barnålkrigen
- 1992 : Sommar i september
- 1994 : Brakar og Johanna
- 1996 : I Junis hjerte
- 1998 : Blå sko
- 1999 : Krystallslottet
- 2002 : Stjerna fra øst
- 2003 : Fly som en stein (avec Hege Rimestad)
- 2005 : Samme gamle greia
- 2005 : Sangen om Yebo
- 2007 : Sangen om Vasana
- 2008 : Sangen om Omis
- 2009 : God tid